# Blumenstraße 92-94-96
Koordinaten: 51° 10′ 32,7″ N, 7° 4′ 38,7″ O

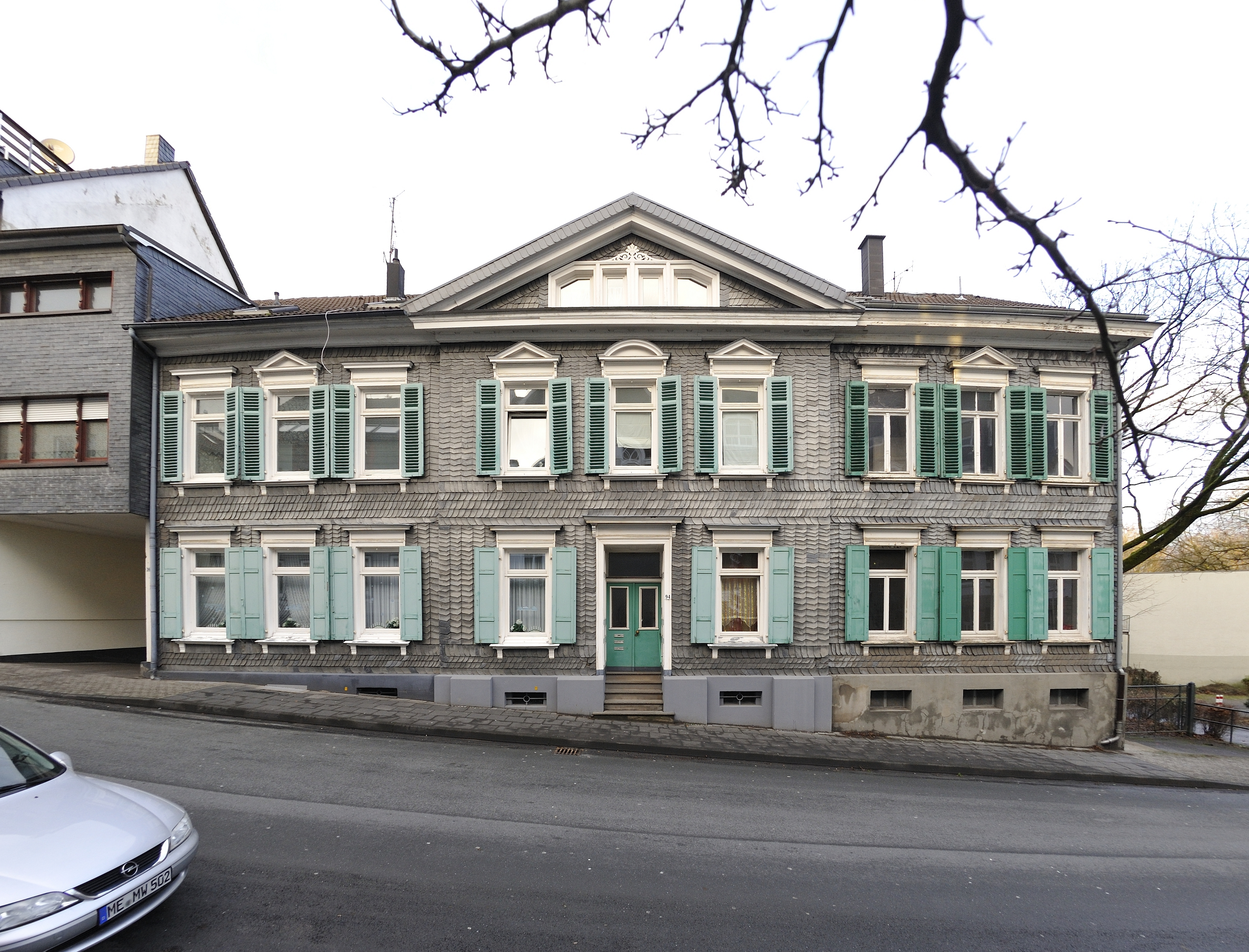
Ensemble Blumenstraße 92–96 Solingen

Das Ensemble Blumenstraße 92–96 in Solingen-Mitte wurde 1892 von Franz Kaulmann errichtet und besteht aus drei gemeinsamen, vollunterkellerten Häusern auf Fachwerkbasis mit vollständiger Verschieferung und jeweils eigenem Eingang. In der Denkmalliste der Stadt Solingen wird es geführt unter den Nummern 896 (Hausnummer 92) und 1017 (Hausnummern 94, 96). Das Grundstück grenzt im unteren Bereich an die Grünanlage Vorspel.

## Geschichte
Lorenz Kaulmann, gelernter Schüppenschmied, gründete 1892 ein Tiefbauunternehmen. Eines der ersten Bauvorhaben war dies hier aufgeführte Gebäude, sehr wahrscheinlich auch der erste Firmensitz. Ebenso lieferte er Werkzeuge zum Bau der Sengbachtalsperre und war maßgeblich am Ausbau des Gas- und Wassernetzes der Stadt Solingen beteiligt. Das Unternehmen besteht heute noch in der fünften Generation als Karl Zangerl GmbH & Co. KG in Solingen.
Das Adressbuch Solingen von 1901 listet für die drei Häuser nur eine Adresse stellvertretend für die Unternehmung und die private Nutzung:
| Name          | Beruf       | Hausnummer |
| ------------- | ----------- | ---------- |
| Lor. Kaulmann | Schachtmstr | 94         |

Entsprechend den Einträgen des Adressbuches Solingen von 1931 wurden folgende Bewohner aufgeführt:
| Name              | Beruf               | Hausnummer |
| ----------------- | ------------------- | ---------- |
| Hermann Gräf      | Arbeiter            | 92         |
| August Klein      | Feiler              | 92         |
| Oskar Klein       | Presser             | 92         |
| Eugen Machenbach  | Reisender           | 92         |
| Fausto Rossin     | Gießer              | 92         |
| Emil Holzbrink    | Erdarbeiter         | 94         |
| Rud Schauch.      | Betr.-Arbeiter      | 94         |
| Leopold Rommel    | Schleifer           | 94         |
| Anton Röper       | Erdarbeiter         | 94         |
| Erich Krug        | Schleifer           | 94         |
| Erich Kirchner    | Ausmacher           | 94         |
| Wilhelm Holzbrink | Schleifer           | 94         |
| Vitus Scharmiere  | Schuhmachermstr.    | 96         |
| Gustav Lathen     |                     | 96         |
| Paul Kuhlmann     | Pol.-Oberwachtmstr. | 96         |
| Franz Kaulmann    | Tiefbauunternehmer  | 96         |
| Paul Caspers      | Schleifer           | 96         |

Die Stadt Solingen als Eigentümer nutzte das Gebäude als Wohnhaus für Angestellte der gegenüberliegenden, 1908 fertig gestellten Fachschule für Metall.
Der Antrag zur Aufnahme in die Denkmalliste wurde 1986 gestellt. Für Haus Nr. 92 wurde dies 1991 vollzogen, da dieser Teil sich zu der Zeit noch im Besitz der Stadt Solingen befand. Für die Häuser 94 und 96 wurde die Eintragung in die Denkmalliste 2001 vollzogen. Dabei ist die Straßenseite sowie die Giebelseite zum Vorspel in ihrer Art geschützt. Die schlichte Rückseite wird vom Denkmalschutz nicht beachtet.
Die in Familienbesitz stehenden Häuser kamen 2003 und nochmals 2005 in die Zwangsversteigerung und wurden dabei in verschiedene Hände, teilweise freihändig, veräußert. Zu diesem Zeitpunkt wurden die Häuser jeweils durch drei Parteien bewohnt. Heute sind auch Büroräume vorhanden.

## Architektur
Das Haus verfügt über einen Putzsockel, auf dem ein verschiefertes, zweigeschossiges Wohnhaus errichtet wurde mit der stattlichen Breite von neun Fensterachsen, die traubenständig entlang der Blumenstraße angeordnet sind. Die axialsymmetrische Vorderseite zur Straße ist in drei mal drei Achsen aufgeteilt, wobei die mittleren drei mit dem Mitteleingang als flacher Risalit vorgezogen und von einem stattlichen Dreiecksgiebel überfangen sind. Im Detail ist die Fassade einfach und wirkungsvoll gestaltet. So sind auf den Fenstern des Erdgeschosses kleine Konsölchen aufgesetzt, in der oberen Etage ist jedes zweite Fenster mit einer Giebelbedachung versehen, während die anderen nur ein Konsölchen haben. Hervorzuheben ist das Fenster über dem Mitteleingang mit einem segmentbogenförmigen Aufbau.
Die traditionelle Bergische Bauweise der weißen Fensterrahmen, den grün gestrichenen Fensterläden und der verschieferten Fassade ist deutlich erkennbar.
Das kräftig überstehende Traufgesims ist ebenfalls sehr eindrucksvoll und um die Gebäudeecke herumgezogen.
Durch seine Größe und die qualitätvolle Gestaltung des straßenraumprägenden Wohnhauses des späten 19. Jahrhunderts stellt es ein gut erhaltenes Zeugnis der Architektur und des Wohnungsbaus in Solingen und im Bergischen Land in der Gründerzeit dar.
Der Überbau an Haus 96 als Durchfahrt ist nicht dem Hausstil entsprechend gestaltet, auch wenn der Bergische Dreiklang nachempfunden wurde.